# New York-palota
A New York-palota Budapest VII. kerületében, az Erzsébet körút 9–11. szám alatt álló, 1894-ben épült négyemeletes, historizáló stílusú palota, a Nagykörút egyik legjellegzetesebb, legimpozánsabb épülete. Eredetileg bérlakásokat is magában foglaló biztosítótársasági székháznak épült, 1945 után irodaházként funkcionált. 2006 óta luxusszálloda, 2020 óta Anantara New York Palace Budapest Hotel néven üzemel. Művelődéstörténeti jelentőségű a földszintjén található, az épülettel egyidős New York kávéház (1954 és 1989 közötti nevén Hungária kávéház), amely a 20. század első harmadában alakult irodalmi és művészeti asztaltársaságai, kávéházi szerkesztőségei révén vonult be a magyar kultúrhistóriába.

## Története
A jogi végzettségű Arányi Miksa 1882-től minisztériumi ösztöndíjjal Párizsban tanult tovább, emellett tudósításokat is küldött a francia fővárosból a hazai lapoknak. Törzshelyén, a Café de la Paix kávéházban ismeretséget kötött a New York Life Insurance Company amerikai biztosítótársaság igazgatójával. Hazatérésekor, 1884-ben megbízást kapott a cég magyarországi tevékenységének megszervezésére. Cégvezetőként, magyarországi képviselőként végül 1887. június 7-én New York Életbiztosító Társaság néven jegyeztette be a törvényszéken a biztosítótársaság budapesti fiókvállalatát, a Koronaherczeg (ma Petőfi Sándor) utca 20. szám alatti székhellyel. A cég 1891-ben pályázatot hirdetett egy bérlakásokkal kombinált reprezentatív székház felépítésére. A nyolc pályázat közül Hauszmann Alajos – Korb Flóris és Giergl Kálmán közreműködésével elkészült – terve nyerte el az ítészek tetszését. A generálkivitelezést Pucher József építőipari cégére bízták, de több, a korban nagy presztízsű szakiparos vehetett részt a munkálatokban (Hauszmann Sándor, Walla József és mások), ahogy a Ganz-, a Schlick- és a Zsolnay-gyárakat is bevonták a gépészeti és épületdíszítő elemek leszállításába. A külső és belső plasztikai, illetve felületdíszítő munkák kivitelezésében Senyei Károly, Köllő Miklós és Szabó Antal szobrászok, valamint Mannheimer Gusztáv és Eisenhut Ferenc festők vettek részt. Az idők során nagyrészt elpusztult üvegfestmények Walther Gida műterméből kerültek ki.
A négyemeletes, historizáló stílusú palota, illetve a földszintjén helyet foglaló kávéház 1894. október 23-án nyílt meg. A kiírásnak megfelelően az épület fő funkciója irodaház volt, de az alapterület nagyobb részét foglalták el a bérlakások, a földszinten pedig a kávéház mellett több kisebb kiskereskedelmi üzlethelyiség is működött. A századfordulón irodalmi kávéházi státust elnyerő földszinti intézmény emblematikussá tette az épületet. 1937-ben gazdát cserélt az épület: az új tulajdonos csereügylet révén a vegyipari profillal is rendelkező Nova Közlekedési és Ipari Rt. lett. A cég vezetőségének tervei szerint luxusszállodává alakították volna át az épületet. 1945 után az épület korszerűsítésen esett át, csakhamar azonban a kávéházat bezárták, az épület pedig a Lapkiadó Vállalat irodaháza lett, afféle „sajtópalotaként” számos szerkesztőségnek adott otthont.
Az épületet az 1990-es rendszerváltást követően egy évtizeden keresztül nem tudta sem hasznosítani, sem értékesíteni a tulajdonos állam. A lehetőségek között felmerült irodaházként, butikáruházként, az eredetinek megfelelő vegyes használatú iroda- és lakóházként való hasznosítása, sőt, fontolóra vették az épület Nemzeti Színház céljaira való átalakítását is. Végül 2000-ben dőlt el szállodai célú átalakítása. Több sikertelen ajánlattétel után a tulajdonos Állami Privatizációs és Vagyonkezelő Rt. és az olaszországi ingatlanfejlesztő Boscolo-csoport között megindultak a tárgyalások. A felek az adásvételi szerződést végül 2000. november 14-én írták alá, amelynek tárgya a New York-palotán kívül kiterjedt az Erzsébet körút, Dohány és Osvát utcák által határolt épületegyüttesre is. A műemléki érték és arculat megőrzésére kötelezettséget vállaló befektető 8 milliárd forintot szánt a New York kávéház rekonstrukciójára, az ötcsillagos, 350 szobás luxusszálloda kialakítására, konferenciaközpont, apartmanlakások és mélygarázs építésére. Az eredeti tervek szerint a 2001 tavaszán megindult munkálatok első két üteme, a kávéház-rekonstrukció és a szállodaépítés 2002 végéig, a harmadik ütem, az egykori Athenaeum nyomda tömbjének átalakítása pedig 2004 végéig lezárult volna. Elsősorban az idegenforgalmi konjunktúra visszaesése és a budapesti szállodaépítési dömping miatti versenyhelyzet együttes hatására azonban a tervek menet közben megváltoztak – a befektető kevesebb, de igényesebb, exkluzívabb hotelszoba kialakítása mellett döntött –, a kivitelezés elhúzódott. Végül az eredeti költségvetés több mint kétszereséért a magyar főváros tizennegyedik – de a szobák árfekvését tekintve legdrágább – luxusszállodájaként, 14 ezer négyzetméternyi területen, két elnöki lakosztállyal és 105 szobával, 175 fő befogadására alkalmas konferenciaközponttal, illetve a földszinten az egykori pompát idéző New York kávéház próbaüzemével 2006. május 5-én nyílt meg Boscolo New York Palace Hotel néven. Az épület felújítását 2007-ben Europa Nostra medállal tüntették ki.
A Boscolo család vállalkozása időközben pénzügyi zavarba került, így az adósságok felvásárlásával 2016-ban a Värde Partners amerikai befektetési csoport kezébe kerültek az ingatlanok. A Boscolo csoport átalakítása után The Dedica Anthology Hotels márkanév alatt üzemeltették tovább a szállodákat. 2020 januárjában a Värde Partners továbbadta a portfóliót a francia Covivio csoport szálloda üzletágának, a Covivio Hotels Groupnak, akik a spanyol NH Hotels Groupot bízták meg a szállodák üzemeltetésével. Az NH Hotels 2020. június 1-jétől Anantara márkanévre nevezte át a szállodát.A lakosztályokkal együtt 185 szobás szálloda mellé megvásárolták az Athenaeum nyomda szomszédos épületét is, amelynek lebontása után, a helyére egy 138 lakóegységből álló apartmanházat építettek.[forrás?]

## A New York kávéház
Az épület átadása után két nappal, 1894. október 25-én nyílt meg a földszinten a pazar belső terű, négy szintre tagozódó,  New York kávéház. Az étteremmel kombinált kávéház a New York-palota északnyugati földszintjének teljes egészét elfoglalta, vagyis az épület főbejáratától balra, a Dohány utca teljes hosszában húzódtak ablakai, de még a Miksa (ma Osvát) utcára is hét ablaka nézett. A belső tér kiképzése háromhajós volt. A Dohány utca felőli traktus, a tulajdonképpeni kávéház padlószintje kevéssel a kinti járdaszint felett húzódott. Ezt balusztrádos korlát választotta el a vele párhuzamos, tizennégy lépcsőfokkal mélyebben kialakított főhajótól, amelyet a pesti népnyelv Mélyvíznek nevezett el; itt helyezték el a biliárdtermet, amelynek mellékhajóit külön kártyaszobákra osztották. A Mélyvíz másik oldalán balusztrádos árkádívekkel eltagolva, a kávéházi szintnél magasabb, de a többi traktusnál keskenyebb karzat húzódott, ahova az éttermi vendégeket várták. A Miksa utca felőli részen két további játékszobát alakítottak ki – egyiket reneszánsz, másikat barokk stílusú falfestményekkel –, az Erzsébet körút felől pedig az empire stílusú női szálát, a Hölgytermet rendezték be. A márványfalakra több helyütt tükrök, bronzlámpák, bronz- és majolikadíszek kerültek, térelhatároló elemként az említett balusztrádokon kívül csavart oszlopos árkádíveket alkalmaztak. A helyiségek világítását villannyal oldották meg (21 elektromos ívlámpa, 810 izzólámpa), a padlóburkolat mindenhol márvány volt.
Az első bérlő, Steuer Sándor eredetileg a cigány- és katonamuzsikát adó zenés kávéházat előkelő, tehetős vendégeknek szánta, de csakhamar a főváros legnépszerűbb, tarka vendégseregletet befogadó találkozóhelye lett. Korabeli pesti anekdota szerint a megnyitó napján pesti bohémek – Molnár Ferenc vezetésével – a Dunába dobták a kávéház kulcsait, hogy az éjjel-nappal nyitva legyen. Ez azonban városi legenda, Molnár ekkor még csak tizenhat éves volt; valószínűbb, hogy az 1927-es átalakításkor történhetett hasonló rituálé. A kávéház fennállásának százhuszadik évfordulóján, 2014-ben mindenesetre az író unokája, Sárközi Mátyás valóban behajította a kávéház kulcsait a Dunába. Irodalmi kávéházi rangját azonban csak akkor nyerte el, amikor 1900-ban Harsányi Adolf és fivére vette át a New York vezetését. A legendás főpincér, Reisz Gyula ingyen „kutyanyelvet” (hosszúkás jegyzetpapírt) és itatóst is felszolgált az irodalmároknak. A kávéház tulajdonosai lexikonokat, alapkönyveket hozattak a kávéházba, előfizettek a legfontosabb hazai és külföldi lapokra, ezenfelül pedig a pincében hordószámra állt az antracéntinta.

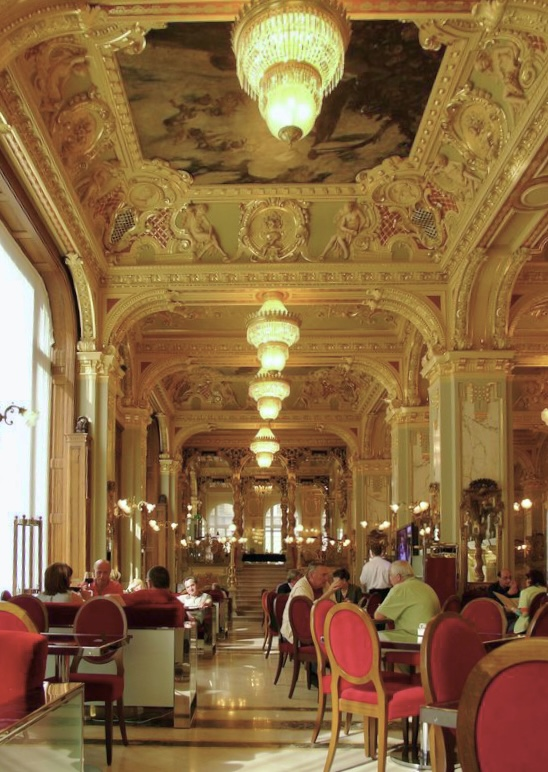
A New York Kávéház 2006-ban

Hamarosan kialakultak az irodalmi és művészi asztaltársaságok. A kávéház fölött, az épület első emeletén volt az írók és újságírók Otthon Köre. A Pesti Napló asztalánál ült Bródy Sándor, Nagy Endre és Kemény Simon. A karzaton foglaltak helyet a későbbi nyugatosok Osvát Ernő, Heltai Jenő, Herczeg Ferenc, Ignotus és Ady Endre vezetésével, de 1908-tól pár évig itt is szerkesztették a folyóiratot (később áttették törzshelyüket a Centrál kávéházba). Molnár Ferenc, Krúdy Gyula, Móricz Zsigmond, Kosztolányi Dezső és Karinthy Frigyes itt írták meg első zsengéiket. Az ún. veseasztalt ülték körbe a kor irodalomesztétái, kritikusai Szomaházy István vezetésével. A képzőművészek által „Nyehó”-nak hívott kávéházban járt össze 1907 után a Magyar Impresszionisták és Naturalisták Köre (MIÉNK) Szinyei Merse Pál vezetésével, sőt, Herman Lipót vagy Szigethy István a New Yorkban is állították ki műveiket. Az 1910-es években a színházi és a filmes szakma is megtalálta a kávéházat: a New York asztaltársaságainak egyikéhez tartozott a később filmes világkarriert befutó Korda Sándor és Kertész Mihály, de komponált a New York asztalainál Kacsóh Pongrác és Huszka Jenő is. Itt indította el és szerkesztette Korda Sándor az első magyar moziújságot, a Pesti Mozit, amelybe Karinthy, Kosztolányi, Gábor Andor és Somlyó Zoltán is írt cikkeket. A közeli színházak társulatai itt tartották premier- és jubileumi bankettjeiket, de itt volt a nagy színész-asztaltársaság is Újházi Ede és Beöthy László „elnökletével”.
1913-ban a Harsányi fivérek átadták a kávéházat új bérlőknek, de az többször is gazdát cserélt, és az első világháborút követően irodalmi rangja is megkopott, a legtovább a képzőművészek maradtak hűek a New Yorkhoz.
1920-ban Tarján Vilmos vette át az üzemeltetést, akinek vezetése alatt október 8-án nyílt meg a megújult New York. A Mélyvízben, a biliárdasztalok helyén az arisztokráciát vonzó éttermet, hátul pedig bárt alakítottak ki, és a kávéház a fővárosi éjszakai élet egyik központjává vált. A helyiséget még fényűzőbbé alakíttatta, a bárba csak estélyiben volt szabad belépni. Tarján bérelte a közeli Royal Orfeumot is, és az ő nevéhez fűződik a legelső budapesti eszpresszó megnyitása (a Royal szálló földszintjén, 1926). Tarján az üzlet fellendítése érdekében nem idegenkedett a meglepő reklámfogásoktól sem: egy alkalommal egy Pesten vendégszereplő revü fókaidomárját rávette, hogy reggelijét fókája társaságában költse el a New York kávéház ablakában. Az étteremben Berkes Béla cigányzenekara szolgáltatta a muzsikát, a bárban magyar és külföldi dizőzök léptek fel. Tarján 1925-ben egy hónapra szerződtette az afroamerikai Eddy South dzsessz-zenekarát. A rendőrséget kellett kivezényelni a New Yorknál kialakult tolongáshoz, akkora érdeklődést keltett a pestiek körében az új attrakció.
Az épület tulajdonosa, az Adriai Biztosító Társulat és a kávéházat bérlő Tarján között 1936-ban elszámolási vita alakult ki az elmaradt bérleti díjak miatt. A mintegy 15 ezer pengős tartozás mögött elsősorban az állt, hogy Tarján költséges zenei műsorokat szervezett, amelyek fedezetét kávéháza nem volt képes kitermelni. Tarján és a New York Kávéház Rt. javaslatokat tett az üzemeltetés racionalizálására (kávéházi zenei produkciók mellőzése, melegkonyha megszüntetése, a Mélyvíz kávéházzá alakítása, személyzet csökkentése stb.), a tulajdonos azonban végül megszüntette a szerződésüket, és 1936. július 24-én a Japán kávéházat is közmegelégedésre üzemeltető Kraszner Menyhért vette át a New York kávéházat. Az intézményt azonban egyre kevesebben látogatták, az elkövetkező években sorra váltották egymást a bérlők: 1937 májusától Patat Lajos vette át a kávéház vezetését, 1938 szeptemberétől Markovich Miklós, 1942 májusától pedig Leising Hermann és Krölling Ottó, majd még ugyanazon év novemberétől a Spolarich vendéglátó-dinasztia üzemeltette a kávéházat. A kávéház kisebb felújításon és átalakításon esett át, majd Spolarich Károly 1942. november 20-án Spolarich New York kávéház, étterem és grill néven nyitotta meg újra a vendégek előtt. A kávéházi és éttermi részben állandó zenekar adott műsort, a Márványteremben cigánymuzsika szólt, a grill közönségét pedig egy dzsessztrió szórakoztatta. Az üzletmenet azonban nem alakult szerencsésen, a New York kártyatermeiben megsűrűsödtek a letartóztatásokkal záruló rendőrségi razziák, végül 1944 végén, Budapest ostromának kitörése után a New York bezárt. Helyiségeit feldúlták, kifosztották, és a háborús sérülések sem kerülték el, majd a kitört portálüvegek mögött krumplit árultak.
A második világháború lezárultával, 1945. augusztus 1-jén a New York kávéház újra megnyílt. Az egykori Mélyvíz éttermi részében és a Márványteremben dzsessz, a bárban zongoramuzsika várta a nagyérdeműt. 1945–1946-ban főként bálok, estélyek és testületi gyűlések helyszíneként maradt életben az intézmény. 1947. április 28-án a kávéház ideiglenesen bezárta kapuit, majd megindult a kávéház átalakítása korszerű, a kispénzűek számára is látogatható eszpresszóvá és sörözővé. A földszinti termek Rákos Pál tervei szerinti átalakítása a korabeli bútorzat és enteriőr szinte teljes pusztításával, a korábban összefüggő terek lehatárolásával járt. Végül 1947. szeptember 2-án modern bútorzattal és pultokkal, de a mennyezeti stukkók és freskók meghagyásával nyílt meg az új New York „büffé és espresso”, amelyet négy egymástól is elkülönített részre tagoltak: kávéház, étterem, eszpresszó és söröző egyaránt működött az egykor patinás falak között. Az új, kombinált vendéglátóipari egység azonban nem váltotta be a hozzá fűzött reményeket. Bár az eszpresszó népszerű volt, a másik három részleg jövedelmezősége messze elmaradt az elvárásoktól. Az üzemeltetők végül 1948. január 2-ai hatállyal csődöt jelentettek a New York Kávéház Rt.-re. 1949-ben aztán a kávéházat is utolérte az államosítási hullám, a főváros számos más egykori kávéházával egyetemben a budapesti Községi Élelmezési Nemzeti Vállalat vendéglátóüzeme lett. 1949. június 2-án azonban a volt kávéházi helyiségek egy része a Sportszerkereskedelmi Nemzeti Vállalat üzletközpontjaként, sportáruházaként nyílt újra, a volt eszpresszó helyiségeit pedig az IBUSZ-nak utalták ki.

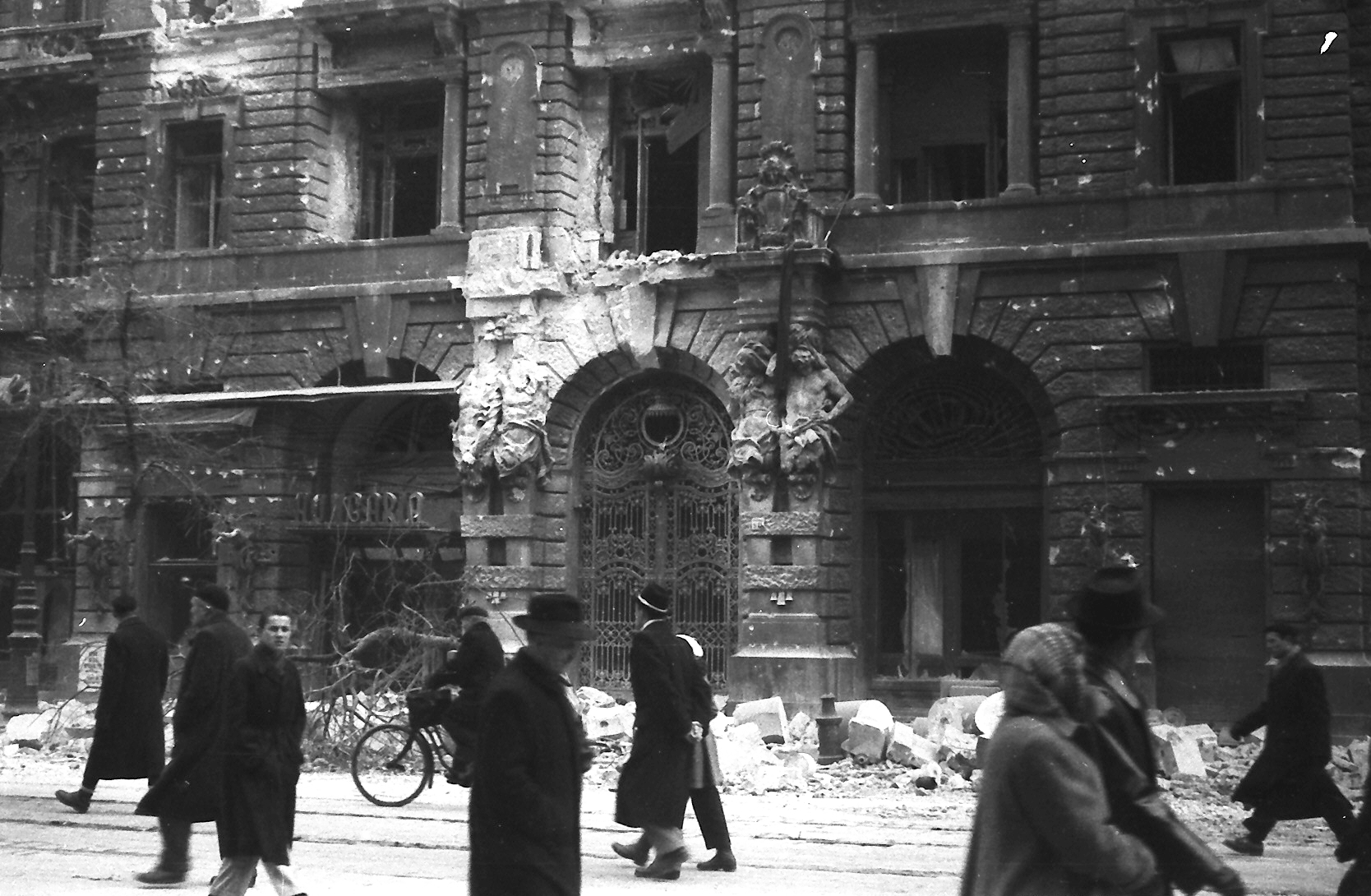
New York-palota 1956-ban

1952-ben ismét felmerült az egykor legendás kávéház szórakozóhellyé alakításának ötlete, 1953 elején pedig meg is indultak az átalakítási munkálatok. Végül 1954. április 11–13-án országos cukrászipari kiállítást rendeztek a korabeli híradások szerint eredeti állapotukba visszaállított termekben, majd április 30-án hivatalosan is megnyílt az új nevén Hungária kávéház és étterem. A melegkonyha és a kávéház mellett a vendégeket tánczenével váró éjszakai bárhelyiséget is kialakítottak. Az idő előrehaladtával egyre inkább a turisták igényeit szolgálta, végül 1974-ben megszületett a döntés a kávéház műemléki rekonstrukciójáról. Ez utóbbi 1975-ben kezdődött és három évig tartott. Bár a „helyreállítás” bőven hagyott kívánnivalót maga után (pl. a velencei csillárok helyett modern, üveggömbös világítótestek kerültek felszerelésre), de a kávéház megközelítőleg eredeti állapotában pompázott. A fenntartók igyekeztek újrateremteni irodalmi kávéház jellegét, de a New York kávéház századfordulós fénykora már nem tért vissza. Az 1980-as években a Hungária a Pannónia Vendéglátó Vállalat éttermi zászlóshajója volt. A kávéház 1990-ben visszakapta eredeti nevét, de a minőség romlása mellett egyre inkább turistacsapdaként üzemelt.[forrás?] Az 1990-es években itt ülésezett rendszeresen a 2000 című folyóirat szerkesztősége.
A kávéház üzemeltetését 2009-től az Eventrend Group vette át. A New York ezt követően 2011-ben és 2013-ban elnyerte a világ legszebb kávéháza címet, amit azóta is fő szlogenként használ. A kávéház üzemeltetése nemzetközileg is széles körű elismertséget vívott ki magának, a működés 2009-től újra felívelő pályára állt, aminek ékes bizonyítéka, hogy 2019-re Magyarország leglátogatottabb éttermévé vált, a maga 600 000 fős éves vendégszámával. A Covid19-járvány alatt a kávéház kétszer is bezárásra kényszerült 2020 március és júniusa között, illetve 2020 novembere és 2021 májusa között. A vezetői csapat tagjai Szabó Csaba és Magyary Jenő általános vezetők, Wolf András és Abrudán Zsolt séfek, Nagy Gábor és Kőrössy Zoltán Eventrend Group-alapítók. A kávéház egész napos zongora-élőzenét szolgáltat, mely óránként 15 percre cigányzenekari előadással egészül ki. A kávéház népszerűségét jelzi, hogy a csúcsidőszakokban hosszú sor alakul ki a bejáratnál, és nem ritka, hogy a vendégek 20-30 percet is várakoznak, hogy bejussanak. A New York kávéház Budapest és Magyarország turisztikai vonzerejévé vált mind a külföldi, mind a belföldi turisták körében. Példaként említhető, hogy a távol-keleti turisták körében a New York kávéház ez egyik legfontosabb desztináció Budapesten.

## Építészeti leírása

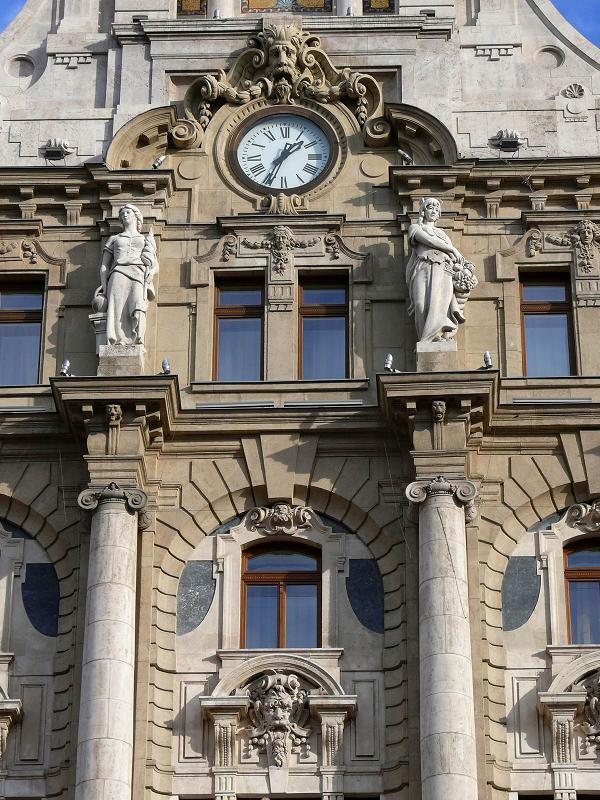
A főhomlokzat részlete

A négyemeletes, historizáló stílusú – főként barokk és reneszánsz hatást tükröző – palota napjainkig a Nagykörút egyik legimpozánsabb épülete. Az épület architektonikai és homlokzati kialakítását elsősorban a neobarokk hatás jellemzi. Gazdagon tagolt főhomlokzatát a középrizalit tengelyében kialakított, közel 60 méter magas torony teszi jellegzetessé. Az épület homlokzatain vízszintesen végigfutó párkányelemek a kváderezett durva mészkőből készült, szélesebb nyílásokkal tagolt alsó két szintet választják el a világosabb tónusú, sóskúti mészkőből készült, hatalmas homokkő oszlopokkal és szemöldökdíszekkel lezárt nyílásokkal tagolt felsőbb szintektől. A negyedik szint gazdag ornamentikával zárja le a homlokzatot, a főpárkány felett obeliszkekkel és vázákkal vegyes balusztersor, a nyílásokat koronázó timpanonokban nő- és férfifejek láthatók, a pilasztereket kosfejes fejezet zárja le. Az épületszobrok az építtető biztosítótársaság tevékenységére utaló allegorikus alakok: a főbejárat körüli atlaszok a különböző emberi életkorokat, míg a negyedik emelet nőalakjai a takarékosságot és a gazdagságot jelenítik meg. Az épületsarkon látható további szoboralakok a szabadság géniuszának sas hátán ülő alakját, valamint Amerika és Hungária allegorikus figuráit ábrázolják. A toronysisak csúcsára a biztosítótársaság jelvénye, a kiterjesztett szárnyú sas került.
A főbejárat az aulán keresztül egy négyszög alaprajzú, olaszos hangulatú palotaudvarba vezet, amelyet három oldaláról négyszintes loggia szegélyez, közepét pedig Senyei Károly által tervezett bronzkút dominálja. A földszint nagy részét a magyar főváros azóta is egyik legszebb neobarokk enteriőrje, a háromhajós, többszintes, erkélyekkel, karzatokkal tagolt, csavart oszlopokkal és árkádívekkel, a szinteket szobordíszes lépcsőkkel áthidaló New York kávéház foglalja el. A mennyezet egy részét  Mannheimer Gusztáv és Eisenhut Ferenc bacchánsnőket és faunokat, a vidám zene, a szerelem, az álom allegorikus alakjait, illetve a névadó amerikai várost megszemélyesítő nőt, Newyorkiát ábrázoló festményei díszítik. Kívül, a portál ablakközein tizennégy, lámpást tartó ördög- vagy pánfigurát helyeztek el. (Egyes vélemények szerint ezek Asmodeust, vagy Asmedájt, el-Asmodájt, „a kávé és a gondolkodás ősi alakját” ábrázolnák, noha Asmodeus inkább gonosz démonként, semmint a 15. században megismert kávé „ősi” allegóriájaként ismert.)

## Galéria

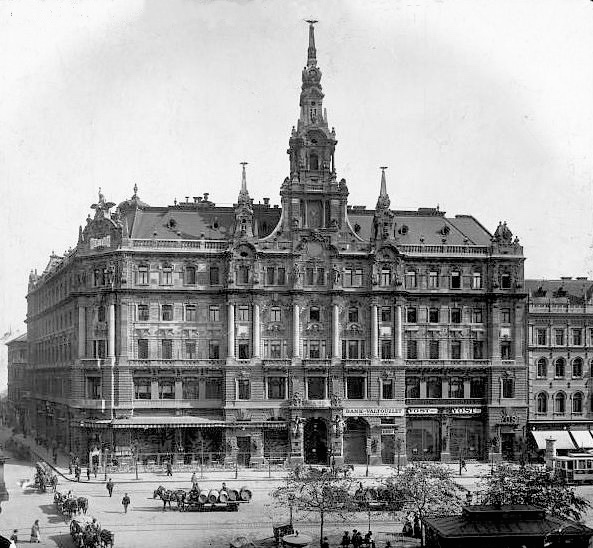
A New York-palota 1900-ban
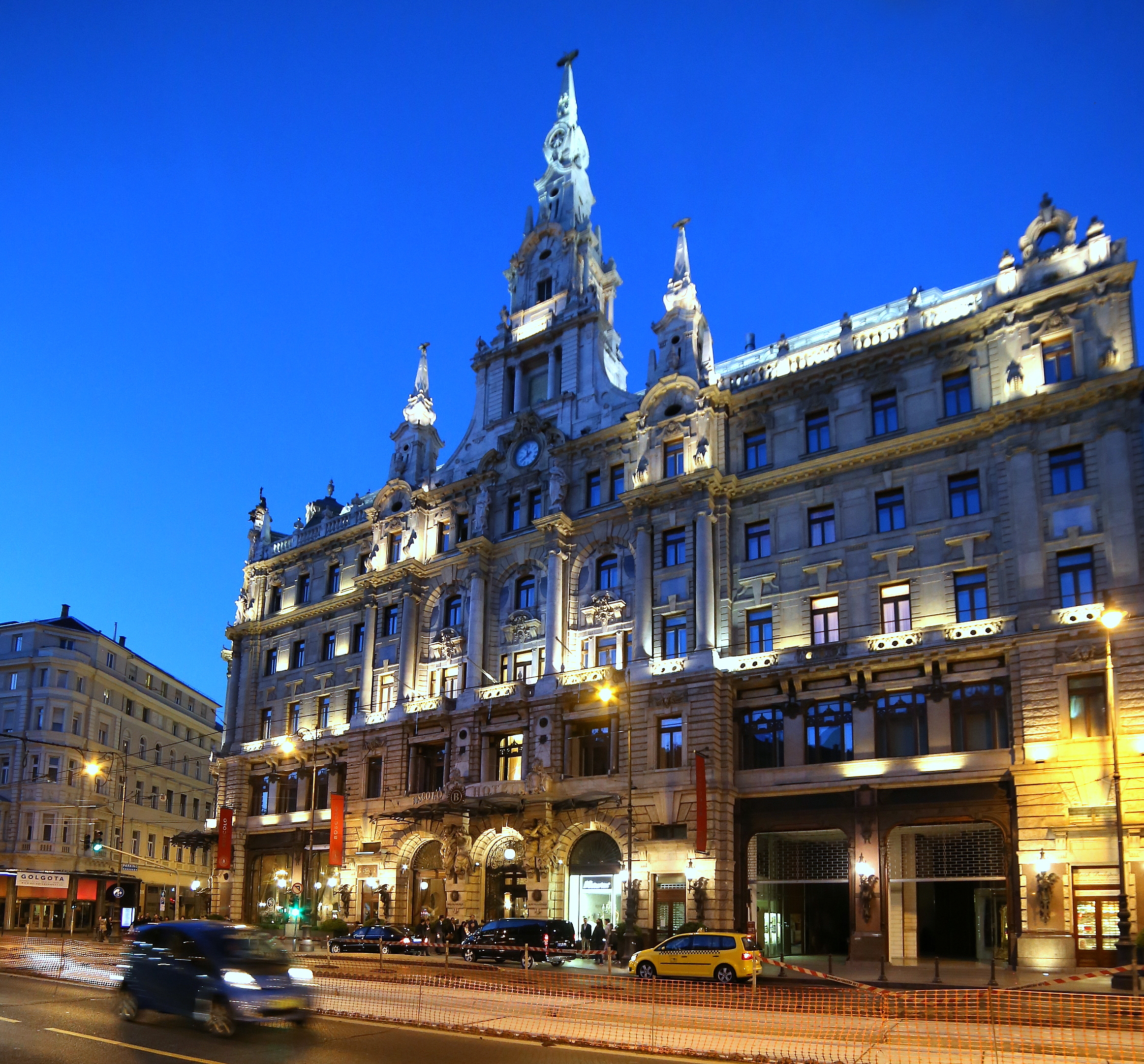
Az épület 2017-ben
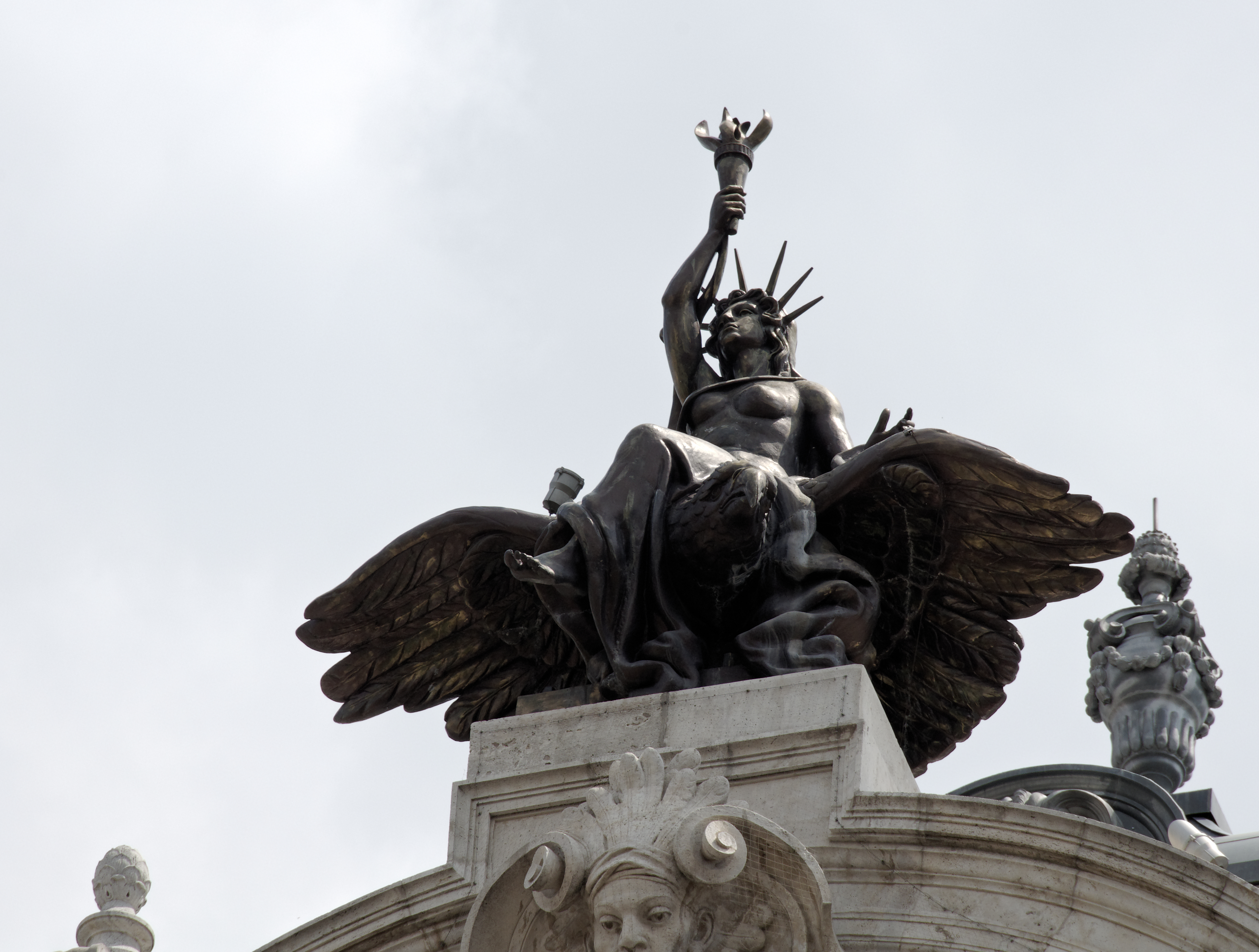
A szabadságot szimbolizáló sas hátán ülő alakja, valamint Amerika és Hungária allegorikus figurája
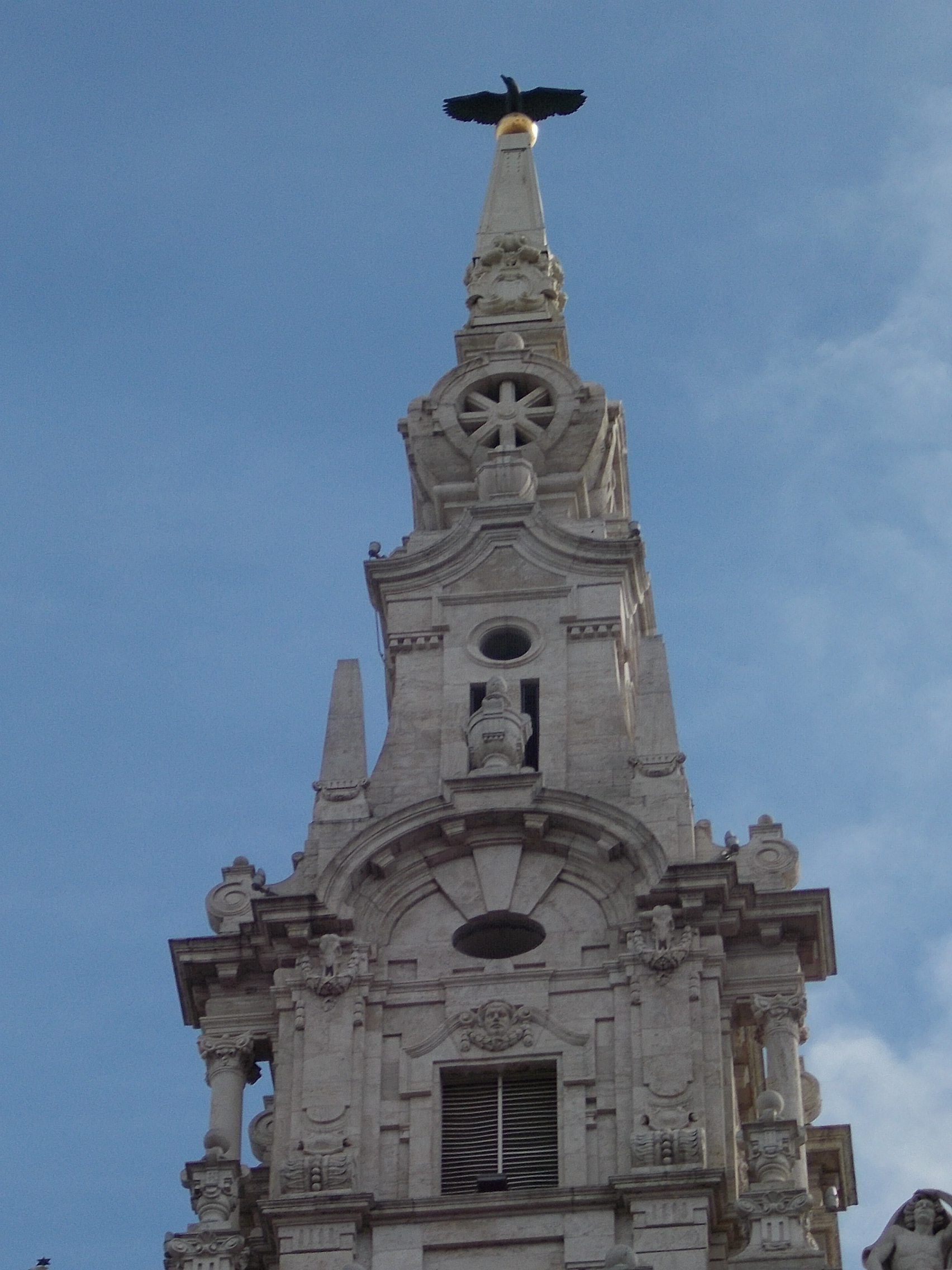
A biztosítótársaság emblémájával (kiterjesztett szárnyú sas) a toronysisak csúcsa

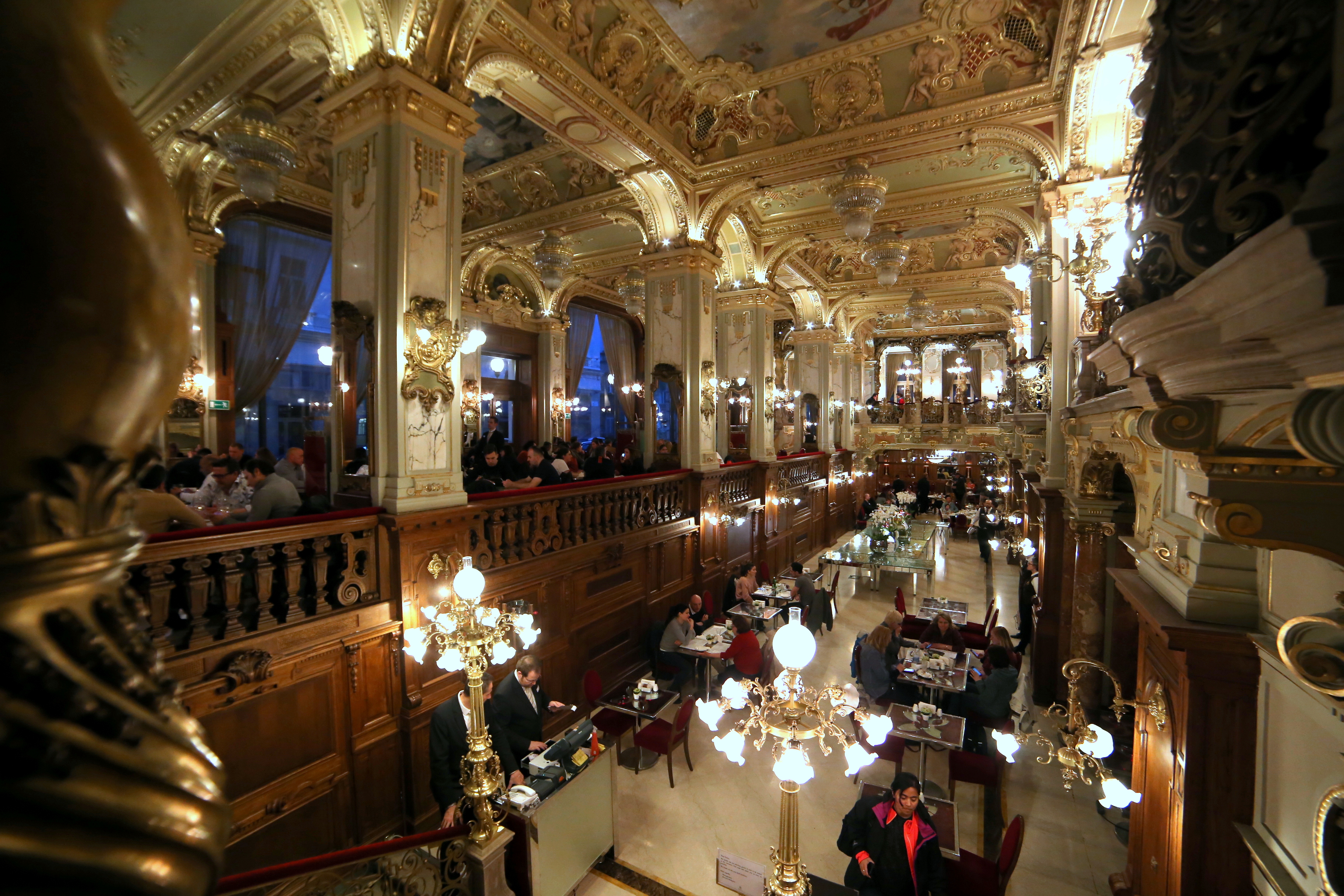
New York kávéház 2017-ben
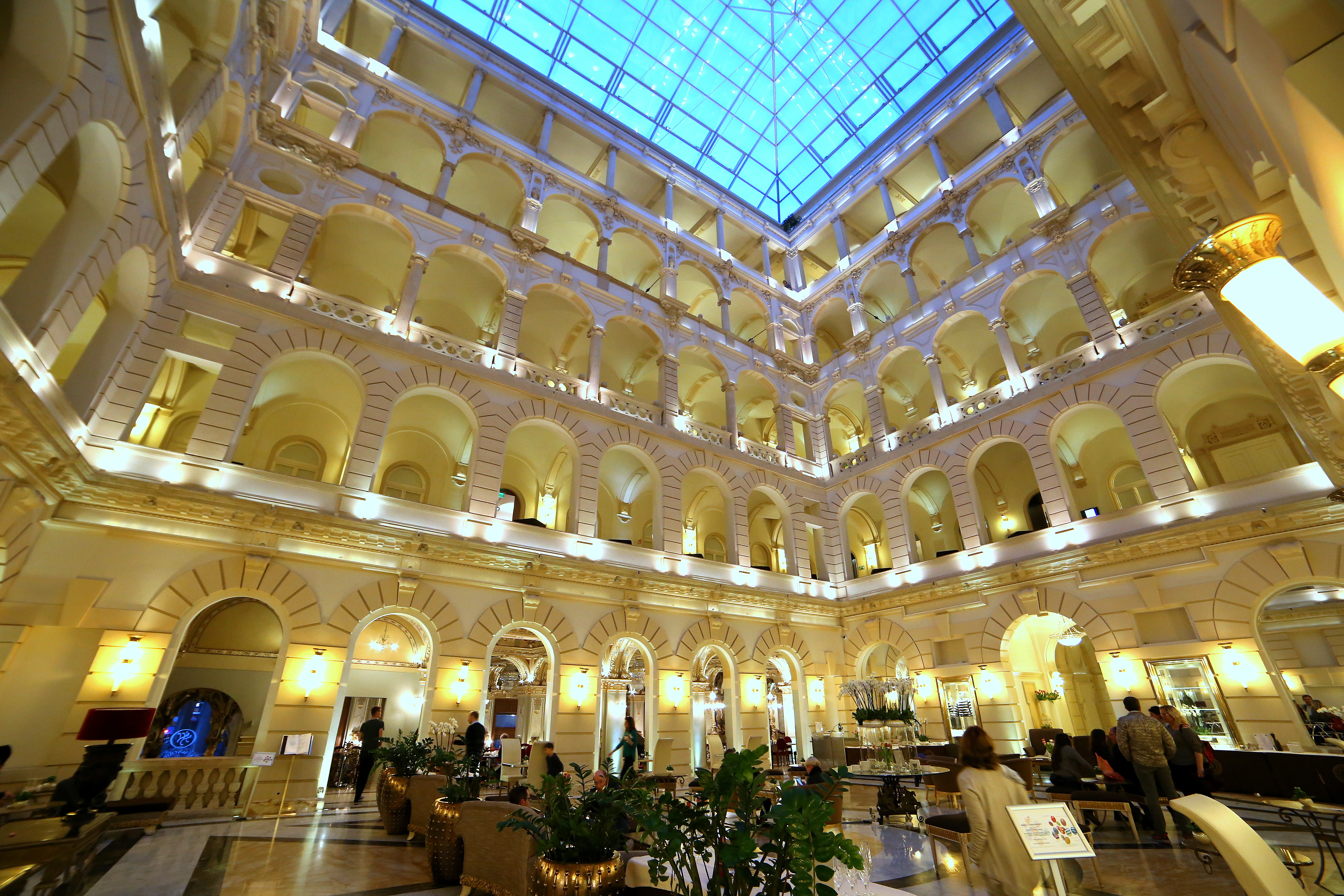
New York-palota, szálloda 2017-ben